# Josué 7
Josué 6 es el sexto capítulo del Libro de Josué en la Biblia hebrea o en el Antiguo Testamento de la Biblia cristiana. Según la tradición judía, el libro se atribuyó a Josué, con añadidos de los sumos sacerdotes Eleazar y Fineas, pero los eruditos modernos la consideran parte de la Tradición deuteronómica, que abarca desde el libros del Deuteronomio hasta 2 Reyes, atribuida a escritores nacionalistas y devotos de Yahvé durante la época del rey reformador de Judea Josías en el siglo VII a. C.. Este capítulo se centra en la primera batalla contra Ai bajo el liderazgo de Josué y el pecado de Acán, parte de una sección que comprende Josué 5:13-12:24 sobre la conquista de Canaán.

## Texto
Este capítulo fue escrito originalmente en Lengua hebrea. Se divide en 26 Versículos.

### Testigos textuales
Algunos de los primeros manuscritos que contienen el texto de este capítulo en hebreo pertenecen a la tradición del Texto Masorético, que incluye el Códice de El Cairo (895), el Códice de Alepo (siglo X) y el Códice Leningradensis (1008). Fragmentos que contienen partes de este capítulo en hebreo fueron encontrados entre los Rollos del Mar Muerto incluyendo 4Q47 (4QJosha; 200-100 AEC) con los versículos 12-17 existentes.
.
Los manuscritos antiguos existentes de una traducción al griego koiné conocida como la Septuaginta (originalmente se hizo en los últimos siglos AEC) incluyen el Codex Vaticanus ('B; {\displaystyle {\mathfrak {G}}}B; siglo IV) y Codex Alexandrinus (A; {\displaystyle {\mathfrak {G}}}A; siglo V). . Fragmentos de la Septuaginta El texto griego que contiene este capítulo se encuentra en manuscritos como Washington Manuscript I (siglo V de nuestra era), y una versión reducida del texto de la Septuaginta se encuentra en el Rollo de Josué ilustrado.

## Análisis
La narración de la conquista de la tierra de Canaán por los israelitas comprende los Versículos 5:13 a 12:24 del Libro de Josué y tiene el siguiente esquema:
A. Jericó (5:13-6:27)
B. Acán y Ai (7:1-8:29)
1. El Pecado de Acán (7:1-26)
a. Introducción narrativa (7:1)
b. La derrota en Ai (7:2-5)
c. La oración de Josué (7:6-9)
d. Proceso para identificar a los culpables (7:10-15)
e. La captura de Acán (7:16-21)
f. Ejecución de Acán y su familia (7:22-26)
2. La captura de Ai (8:1-29)
a. Introducción narrativa (8:1-2)
b. El plan de Dios para capturar la ciudad (8:3-9)
c. Ejecución del plan de Dios (8:10-13)
d. El éxito de la emboscada (8:14-23)
e. Destrucción de Ai (8:24-29)
C. Renovación en el monte Ebal (8:30-35)
D. El engaño de los gabaonitas (9:1-27)
E. La Campaña en el Sur (10:1-43)
F. La Campaña en el Norte y Lista Resumida de Reyes (11:1-12:24)
El relato de Josué 7-8 combina la historia de la ofensa de Acán contra las «cosas consagradas» y el informe de la batalla de Hai, ya que ambos temas están relacionados.
El capítulo 7 tiene la siguiente estructura quiastica:
A. La ira de YHWH: ardiente (7:1)
B. Desastre para Israel: derrota (7:2-5)
C. Los líderes de Israel ante YHWH: perplejidad (7:6-9)
D. Revelación divina del problema (7:10-12a)
E. Punto medio (7:12b)
D'. Revelación divina de la solución (7:13-15)
C'. Israel ante YHWH: claridad y exposición (7:16-23)
B'. Desastre para Acán: ejecución (7:24-26a)
A'. La ira de YHWH: desviada (7:26b)

## Derrota en Ai (7:1-15)
Después de la triunfante conquista de Jericó, surge que el herem («prohibición») sobre Jericó no fue completamente ejecutado por los israelitas (7:1), indicado por la palabra 'quebrantar la fe' para significar 'rebelión contra Dios' que trae severo castigo (cf. 1 Crónicas 10:13-14) y toda la nación se ve afectada por el pecado de una persona (Achán).. Mientras tanto, Josué dirige su atención a Ai (literalmente 'el montón'), una ciudad al este de Betel, en la cordillera central, para conseguir un punto de apoyo importante en el corazón del país. Josué envía primero espías (7:2-3), recordando tanto la primera misión que él había autorizado (2:1), como la anterior enviada por Moisés (Números 13-14; Deuteronomio 1). Mientras que el relato de los temerosos espías a Moisés (Deuteronomio 1:28) dio paso a una falsa confianza que resultó en una ignominiosa derrota (Deuteronomio 1: 41-45), esta vez el mensaje de los espías dio lugar a una falsa confianza (desconociendo el pecado de Acán) que resultó en una derrota similar, y en ambos casos los corazones del pueblo 'se derriten' (Deuteronomio 1:28; Josué 7:5) ante la aparente invencibilidad del enemigo, porque YHWH retira su presencia de ellos (Deuteronomio 1:42; Josué 7:12).  Irónicamente, el miedo que sienten aquí los israelitas también invierte directamente el miedo (también el «derretimiento de corazones») que sentían los amorreos ante su propio avance (5:1).
Josué asume el papel mosaico de intercesor (Versículos 6-9) cuando reza junto con los 'ancianos de Israel', mientras Israel, en su conjunto, clama a YHWH durante esta crisis. La respuesta de YHWH a Josué (7:10-15) es el centro teológico del pasaje, revelando el problema, conocido por el lector desde los versículos 1-2, pero aún no por Josué, de que Israel fue infiel con respecto a la «prohibición», por lo que ahora se ha convertido en objeto de la propia «prohibición», ya que el pecado contra la «prohibición» es una 'ruptura de la alianza' (versículo 11). Dios prescribe ahora el duro castigo por infringir la «prohibición» (Versículos 13-15).

### Versículo 1
Pero los hijos de Israel cometieron un delito con el anatema, porque Acán, hijo de Carmi, hijo de Zabdi, hijo de Zera, de la tribu de Judá, tomó del anatema; y la ira de Jehová se encendió contra los hijos de Israel.'
- «Cosa maldita» de חֵ֔רֶם, ḥê-rem,[22] también traducido como cosa «consagrada»,[23] cosa «bajo la prohibición» (NABRE), «lo que estaba apartado [para el Señor]».[24]
- «Achán»: deletreado como «Achar» (que significa «desastre») en 1 Crónicas 2:7 (y en la Septuaginta griega para ambos Versículos), declarándolo así «portador del desastre de Israel» (frase utilizada por Ajab a Elías en 1 Reyes 18:17). [25] aunque ambos Versículos utilizan el mismo lenguaje para relatar la «infidelidad» o «transgresión» con respecto a la «cosa maldita» (ma-'al ba-ḥê-rem,[22]). [25]

### Versículo 6
Entonces Josué rasgó sus vestidos y se postró en tierra sobre su rostro delante del arca de Jehová hasta el anochecer, él y los ancianos de Israel. Y pusieron polvo sobre sus cabezas. 
La postración de Josué y las cabezas cubiertas de polvo de los ancianos como signos de luto también son evidentes en otros textos bíblicos (Génesis 37:54; 44:13; 1 Samuel 4:12; 2 Samuel 1:2; Job 1:20; 2:12; Lamentaciones 2:10; Ezequiel 27:30), así como en textos extrabíblicos, como en la epopeya ugarítica de Baal, en la que incluso los dioses se lamentan de manera similar. ((desciende) del escabel, se sienta en la tierra. Vierte tierra de luto sobre su cabeza).

## Pecado de Acán (7:16-26)

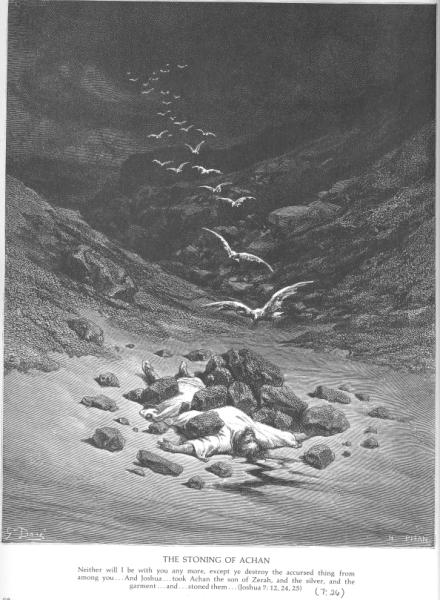
La lapidación de Acán por Gustav Doré

El pecado de Achán consiste no sólo en haber robado los bienes, una especie de robo a Dios, sino también en haberlos trasladado ilegítimamente del ámbito sagrado al profano, la pena por la infracción de las convenciones o normas de santidad era la muerte (cf. Números 16). Hay que encontrar al culpable porque, de lo contrario, todo Israel debe cargar con la culpa. El método para descubrir al culpable es por sorteo sagrado (cf. 1 Samuel 10:20-21). El resto de la narración (7:16-26) registra la ejecución del mandato divino, incluida la lapidación colectiva de Acán y su familia a la muerte. La llamada a la 'probidad ante Dios', y la 'solemnidad del compromiso', también se encuentra en el Nuevo Testamento (Hechos 5:1-11).

### Versículo 26
Entonces levantaron sobre él un gran montón de piedras, que sigue allí hasta el día de hoy. Entonces el Señor se apartó del ardor de su ira. Por eso el nombre de ese lugar ha sido llamado el Valle de Acor hasta el día de hoy. 
- «Achor»: que significa «problema»,[32] se explica por asociación con 'Acán' (que se deletrea como 'Achar').

En 1 Crónicas 2:7, y en algunos manuscritos griegos de la Septuaginta; cf. Josué 7:1, donde las letras 'r' y 'n' se confunden fácilmente en hebreo.). El «valle de Acor» se menciona más tarde en Josué 15:7 entre los lugares que formaban la frontera norte de Judá, sin repetirse para Benjamín, por lo que Acán y su familia fueron enterrados dentro del territorio de su tribu (Judá). El nombre «valle de Acor» como «valle del desastre» se utiliza para promesas mesiánicas en otros libros de los profetas, donde se convertiría en «un lugar de descanso» para el pueblo de Dios (Isaías 65:10) y «una puerta de esperanza» (Oseas 2:15).

#### Comentarios a los versículos 1-26
Este capítulo introduce una pausa en el relato de la conquista de la tierra prometida para explicar el fracaso inicial en la toma de la ciudad de Ay. Tras la victoria en Jericó, un israelita, Acán, violó la ley del anatema al apropiarse parte del botín reservado a Dios, lo que provocó que el pueblo perdiera el favor divino. Solo tras la identificación y castigo de Acán, Israel pudo reanudar su avance. Este episodio subraya la gravedad de desobedecer a Dios, mostrando que el pecado individual puede afectar a toda la comunidad. De forma similar, en Hch 5,1-11, Ananías y Safira intentaron engañar a los apóstoles ocultando parte de un donativo, con consecuencias trágicas. El mensaje central del libro de Josué se reafirma aquí: la tierra prometida es un don de Dios, no una conquista militar, y su favor depende de la fidelidad del pueblo. Además, este relato destaca la unidad del pueblo como una entidad solidaria, anticipando la comunión de los creyentes en el Cuerpo Místico de Cristo, según la enseñanza de Pablo de Tarso en 1 Corintios 12,26-27: lo que afecta a uno repercute en todos.Facultad de Teología.

## Arqueología
Los trabajos arqueológicos realizados en la década de 1930 en la ubicación de Et-Tell o Khirbet Haijah demostraron que la ciudad de Ai, uno de los primeros objetivos de conquista en el relato putativo de Josué, había existido y había sido destruida, pero en el siglo XXII a. C. Se han propuesto algunos emplazamientos alternativos para Ai, como Khirbet el-Maqatir o Khirbet Nisya, que resolverían parcialmente la discrepancia en las fechas, pero estos emplazamientos no han sido ampliamente aceptados.